# Adolphe Claire Le Carpentier
Adolphe Claire Le Carpentier (* 17. Februar 1809 in Paris; † 14. Juli 1869 ebenda) war ein französischer Musikpädagoge und Komponist.
Le Carpentier, Sohn eines Violinlehrers, der eine Méthode de violon veröffentlicht hatte, begann 1818 seine Ausbildung am Conservatoire de Paris. Er war Schüler von Jean-François Lesueur und Henri Montan Berton und gewann 1833 mit der Kantate Le Contrebandier espagnol den premier Second Grand Prix de Rome.
Er wirkte bis zu seinem Tode in Paris als hoch angesehener Lehrer für Harmonielehre und Klavier – seine Zeitgenossen sprachen von einer Méthode Le Carpentier für den Klavierunterricht. Neben mehreren musiktheoretischen Schriften und Werken für den Klavierunterricht verfasste Le Carpentier vorrangig Bagatellen und Fantasien über Motive aus zeitgenössischen Opern, die sich großer Beliebtheit erfreuten.

## Schriften
- École d’harmonie et d’accompagnement
- Méthode de piano pour les enfants
- Solfège pour les enfants
- Grammaire musicale

| Personendaten    | Personendaten                             |
| ---------------- | ----------------------------------------- |
| NAME             | Le Carpentier, Adolphe Claire             |
| KURZBESCHREIBUNG | französischer Musikpädagoge und Komponist |
| GEBURTSDATUM     | 17. Februar 1809                          |
| GEBURTSORT       | Paris                                     |
| STERBEDATUM      | 14. Juli 1869                             |
| STERBEORT        | Paris                                     |